# Małoryta (stacja kolejowa)
Małoryta (biał. Маларыта, ros. Малорита) – stacja kolejowa w miejscowości Małoryta, w obwodzie brzeskim, na Białorusi, na linii kolejowej łączącej Brześć z Kowlem na Ukrainie.